# 23547 Tognelli
23547 Tognelli è un asteroide della fascia principale. Scoperto nel 1994, presenta un'orbita caratterizzata da un semiasse maggiore pari a 2,7611753 UA e da un'eccentricità di 0,1555495, inclinata di 10,07728° rispetto all'eclittica.